# Щиты (Звёздный путь)
Щиты защиты (англ. Shields) — это технология XXIII и XXIV веков из научно-фантастической медиафраншизы «Звёздный путь», которая обеспечивает звездолеты, космические станции и целые планеты с ограниченной защитой от повреждений. Их иногда называют дефлекторами, дефлекторными щитами и экранами (последние во время «Звёздный путь: Оригинальный сериал»).

## История появления во франшизе
Термин  «щиты» впервые появляется в эпизоде «Равновесие страха» «Оригинального сериала», в котором они были развернуты, хотя и малоэффективно, форпостом Объединённой федерации планет перед атакой Ромуланских кораблей. Первый раз, когда звездолёт Энтерпрайз NCC-1701 поднимает свои «защитные экраны» после нападения инопланетного военного корабля было показано в эпизоде «Арена», хотя термин «щиты» не используется. Щиты не упоминаются в более ранних сезонах сериала «Звёздный путь: Энтерпрайз», звездолеты вместо этого используют «поляризованное покрытие корпуса», чтобы сделать корпуса более устойчивым к повреждениям.

## Технология
Как и большинство технологий в вымышленной Вселенной «Звёздный путь», работа технологии Щитов никогда точно не описывается. Персонажи обсуждают его существование и манипуляции, лишь поверхностно описывая его свойства, в результате чего поле проецируется вокруг корабля или другого тела, отклоняя или рассеивая снаряды и энергетическое оружие. Щиты не показываются, если их не ударить, а затем часто показываются кратко для драматического эффекта как полупрозрачное «поле» энергии.
Создатели «Звездного пути» говорится, что щиты похожи на навигационный дефлектор, в то время как в книге «Мистер Скотт руководство Энтерпрайз» заявляется, что щиты установленные на звездолётах класса Конституция, например звездолёт «Энтерпрайз NCC-1701» из сериала «Звёздный путь: Оригинальный сериал», возникают при субатомном сканировании и тиражировании сплава, известного как Дибурний-Осмий, а затем проектируется как силовое поле, за пределы корпуса судна вдоль щитов. В эпизоде «Та, что осталась в живых», говорят, что сплав дибурния и осмия самый трудный сплав, известный в Федерации.
Щиты могут быть ослаблены атакой, и часто показывают, что они разрушаются после длительной бомбардировки. Щиты могут быть неспособны отразить определенные типы оружия; поэтапное оружие полярона, используемое Доминионом - одним из основных антагонистов в сериале «Звёздный путь: Глубокий космос 9» - первоначально проходили щиты кораблей Звёздного флота.
Говорят, что звездолёт «Дефайнт NX-74205», представленный в третьем сезоне «Глубокого космоса 9», использовал абляционную броню в дополнение к щитам; эта технология также появилась в альтернативной временной линии начала XXV-го века, показанной в финале сериала «Звёздный путь: Вояджер» в эпизоде Эндшпиль, где она выдержала неоднократные нападения оружия Боргов и тяговых лучей.

## Современные разработки подобных технологий
В 2008 году австралийский журнал Cosmos сообщил об исследованиях по созданию искусственной копии магнитного поля Земли вокруг космического корабля для защиты астронавтов от угрозы здоровью от космических лучей. Британские и португальские ученые использовали Математическое моделирование, чтобы доказать, что возможно создать пузырь «мини-магнитосферы» шириной в несколько сотен метров, вокруг создаваемого небольшого беспилотного судна, которое могло бы сопровождать будущую миссию НАСА на Марс .